# Zhong Mengling
Pour les articles homonymes, voir Zhong.
Zhong Mengling (en chinois : 钟梦玲) née le 30 mars 1996, est une joueuse chinoise de hockey sur gazon.

## Carrière
Elle a fait ses débuts en novembre 2013 à Kakamigahara pour concourir au Champions Trophy d'Asie 2013.

## Palmarès
- : 2e au Champions Trophy d'Asie 2016.